# Skakavac (cascata Sarajevo)
La cascata di Skakavac ("cavalletta" in italiano, in bosniaco Skakavac vodopad) è un salto d'acqua del fiume omonimo in Bosnia ed Erzegovina, 12 km a nord della città di Sarajevo, nei pressi del villaggio di Nahorevo.

## Descrizione

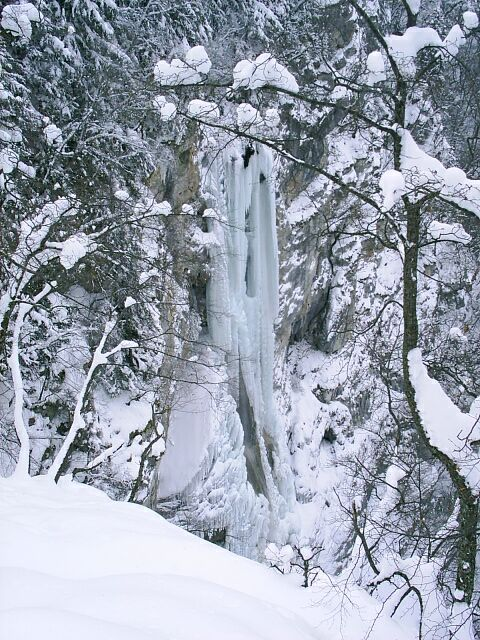
Un'immagine invernale della cascata.

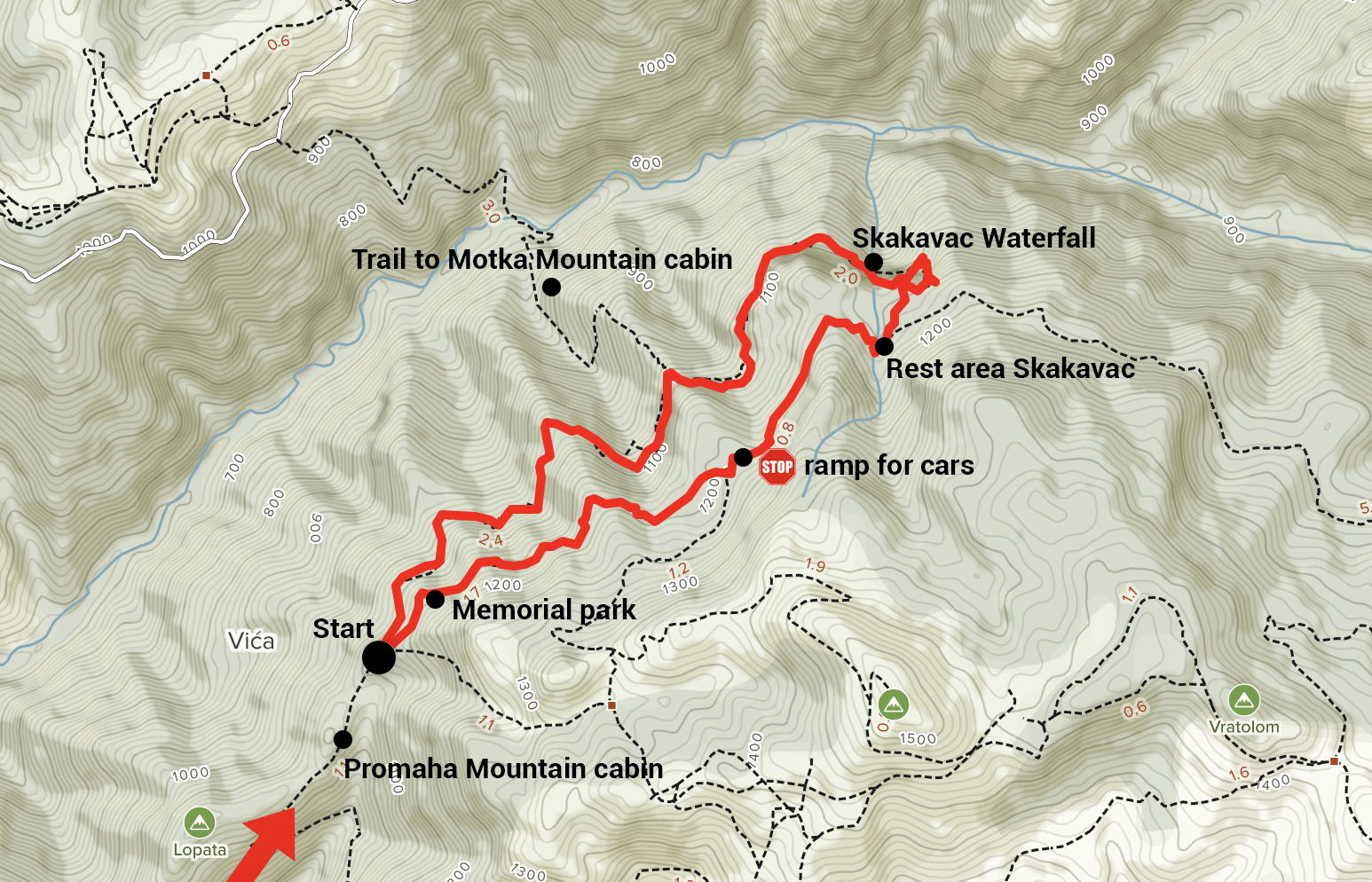
Il percorso escursionistico per la cascata Skakavac.

Con 98 m di salto la cascata Skakavac è una delle più alte dei Balcani. Ha origine del fiume Skakavac che nasce dal monte Bukovik (1532 m s.l.m.) e finisce nel torrente Perak.
Un percorso escursionistico permette di raggiungere la base della cascata anche in bicicletta.
Nel 2002 la cascata e i suoi dintorni per una superficie totale di 1430,7 ettari sono stati dichiarati monumento naturale dal cantone di Sarajevo e rientra nella classificazione di categoria III dell'IUCN.
La cascata è una nota località per base jumping ed è inserita nel circuito mondiale con il nome Gogo Base Jump Skakavac.